# Misono-za

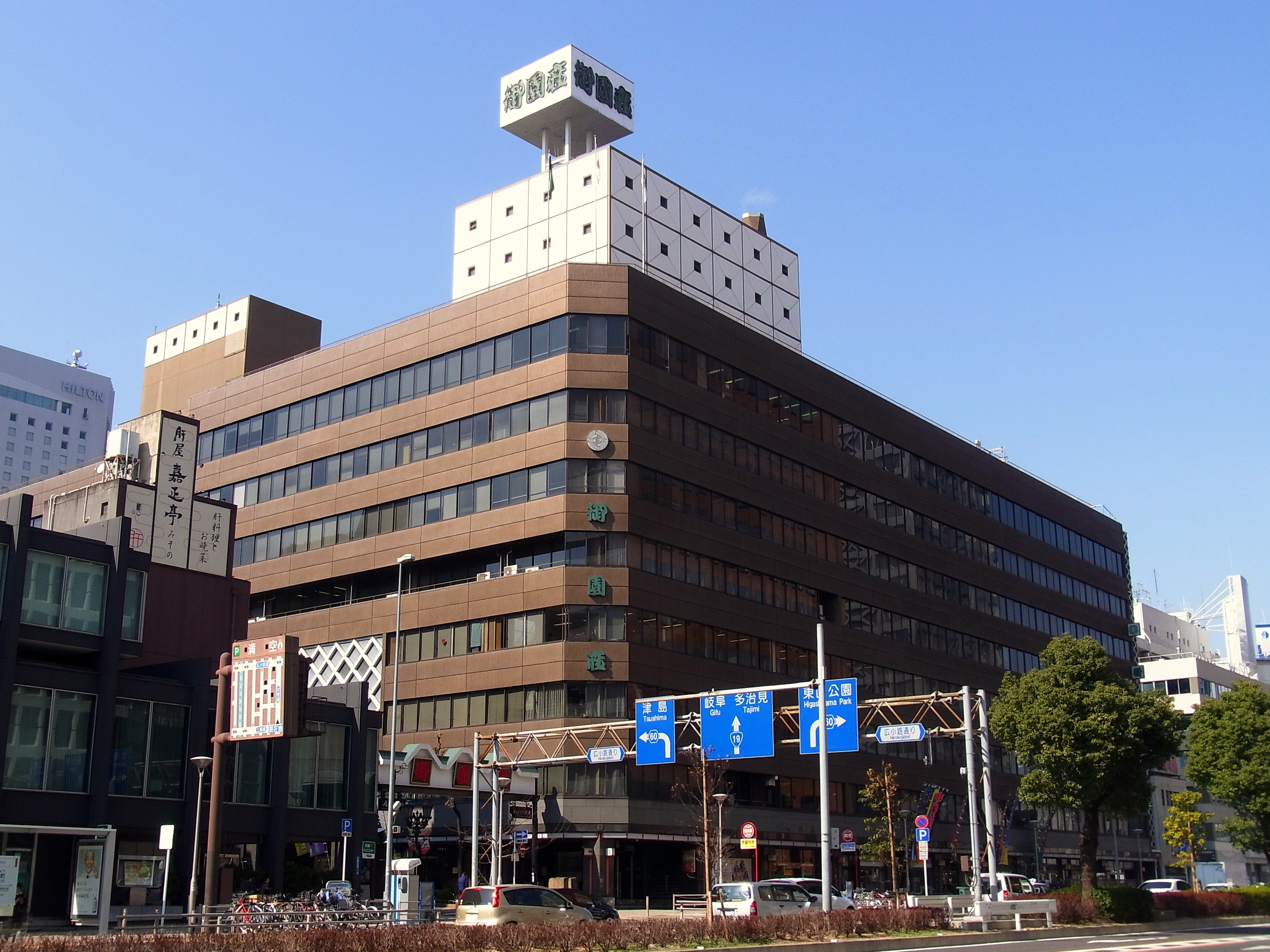
Le Misono-za à Nagoya est une des grandes scènes de kabuki.

Le Misono-za (御園座) est un théâtre dans la ville de Nagoya, au centre du Japon. Construit dans les années 1800, il présente des pièces du répertoire kabuki et du théâtre occidental.